# Diglossa major
Diglossa major là một loài chim trong họ Thraupidae.